# Chaetodipterus lippei
Chaetodipterus lippei is een straalvinnige vissensoort uit de familie van schopvissen (Ephippidae). De wetenschappelijke naam van de soort is voor het eerst geldig gepubliceerd in 1895 door Steindachner.